# Nyíregyháza Tigers 2019
Questa voce raccoglie le informazioni riguardanti i Nyíregyháza Tigers nelle competizioni ufficiali della stagione 2019.

## Divízió I 2019

### Stagione regolare
| 16 marzo 2019 1ª giornata | Nyíregyháza Tigers | 22 – 0 | Budapest Eagles |  |

| 31 marzo 2019 3ª giornata | DEAC Gladiators | 0 – 20 | Nyíregyháza Tigers |  |

| 6 aprile 2019 4ª giornata | Nyíregyháza Tigers | 28 – 35 | Eger Heroes |  |

| 28 aprile 2019 6ª giornata | Dunaújváros Gorillaz | 27 – 30 (d.t.s.) | Nyíregyháza Tigers |  |

| 26 maggio 2019 9ª giornata | Budapest Cowbells 2 | 33 – 6 | Nyíregyháza Tigers |  |

| 9 giugno 2019 11ª giornata | Nyíregyháza Tigers | 28 – 21 | Budapest Titans |  |

## Statistiche di squadra
| Competizione      | %Vittorie | In casa | In casa | In casa | In casa | In casa | In casa | In trasferta | In trasferta | In trasferta | In trasferta | In trasferta | In trasferta | Totale | Totale | Totale | Totale | Totale | Totale |
| Competizione      | %Vittorie | G       | V       | N       | P       | Pf      | Ps      | G            | V            | N            | P            | Pf           | Ps           | G      | V      | N      | P      | Pf     | Ps     |
| ----------------- | --------- | ------- | ------- | ------- | ------- | ------- | ------- | ------------ | ------------ | ------------ | ------------ | ------------ | ------------ | ------ | ------ | ------ | ------ | ------ | ------ |
| Stagione regolare | .667      | 3       | 2       | 0       | 1       | 78      | 56      | 3            | 2            | 0            | 1            | 56           | 60           | 6      | 4      | 0      | 2      | 134    | 116    |
| Totale            | .667      | 3       | 2       | 0       | 1       | 78      | 56      | 3            | 2            | 0            | 1            | 56           | 60           | 6      | 4      | 0      | 2      | 134    | 116    |